# Ракља
Ракља је насеље у Србији у општини Александровац у Расинском округу. Према попису из 2022. има 647 становника (према попису из 2011. било је 758 становника).

## Демографија
У насељу Ракља живи 503 пунолетна становника, а просечна старост становништва износи 36,6 година (35,4 код мушкараца и 37,7 код жена). У насељу има 207 домаћинстава, а просечан број чланова по домаћинству је 3,14.
Ово насеље је великим делом насељено Србима (према попису из 2002. године), а у последња три пописа, примећен је пораст у броју становника.
|  |

| Демографија | Демографија | Демографија |
| Година      | Становника  | Становника  |
| ----------- | ----------- | ----------- |
| 1948.       | 239         |             |
| 1953.       | 262         |             |
| 1961.       | 273         |             |
| 1971.       | 359         |             |
| 1981.       | 442         |             |
| 1991.       | 583         | 557         |
| 2002.       | 651         | 727         |
| 2011.       | 758         |             |
| 2022.       | 647         |             |

| Етнички састав према попису из 2002.‍ | Етнички састав према попису из 2002.‍ | Етнички састав према попису из 2002.‍ | Етнички састав према попису из 2002.‍ | Етнички састав према попису из 2002.‍ |
| ------------------------------------ | ------------------------------------ | ------------------------------------ | ------------------------------------ | ------------------------------------ |
|                                      |                                      |                                      |                                      |                                      |
| Срби                                 | Срби                                 |                                      | 639                                  | 98,15%                               |
| непознато                            | непознато                            |                                      | 11                                   | 1,68%                                |

| Година пописа     | 1948. | 1953. | 1961. | 1971. | 1981. | 1991. | 2002. |
| ----------------- | ----- | ----- | ----- | ----- | ----- | ----- | ----- |
| Број домаћинстава | 38    | 39    | 45    | 94    | 108   | 156   | 207   |

| Број чланова      | 1  | 2  | 3  | 4  | 5  | 6  | 7 | 8 | 9 | 10 и више | Просек |
| ----------------- | -- | -- | -- | -- | -- | -- | - | - | - | --------- | ------ |
| Број домаћинстава | 42 | 37 | 31 | 61 | 24 | 10 | 1 | 0 | 0 | 1         | 3,14   |

| Пол    | Укупно | Неожењен/Неудата | Ожењен/Удата | Удовац/Удовица | Разведен/Разведена | Непознато |
| ------ | ------ | ---------------- | ------------ | -------------- | ------------------ | --------- |
| Мушки  | 257    | 78               | 165          | 9              | 5                  | 0         |
| Женски | 264    | 41               | 174          | 49             | 0                  | 0         |
| УКУПНО | 521    | 119              | 339          | 58             | 5                  | 0         |

| Пол    | Укупно                    | Пољопривреда, лов и шумарство | Рибарство                            | Вађење руде и камена | Прерађивачка индустрија       |
| ------ | ------------------------- | ----------------------------- | ------------------------------------ | -------------------- | ----------------------------- |
| Мушки  | 153                       | 48                            | 0                                    | 0                    | 62                            |
| Женски | 76                        | 38                            | 0                                    | 0                    | 15                            |
| УКУПНО | 229                       | 86                            | 0                                    | 0                    | 77                            |
| Пол    | Производња и снабдевање   | Грађевинарство                | Трговина                             | Хотели и ресторани   | Саобраћај, складиштење и везе |
| Мушки  | 0                         | 5                             | 10                                   | 3                    | 7                             |
| Женски | 0                         | 1                             | 7                                    | 3                    | 0                             |
| УКУПНО | 0                         | 6                             | 17                                   | 6                    | 7                             |
| Пол    | Финансијско посредовање   | Некретнине                    | Државна управа и одбрана             | Образовање           | Здравствени и социјални рад   |
| Мушки  | 0                         | 0                             | 3                                    | 2                    | 0                             |
| Женски | 1                         | 0                             | 1                                    | 5                    | 2                             |
| УКУПНО | 1                         | 0                             | 4                                    | 7                    | 2                             |
| Пол    | Остале услужне активности | Приватна домаћинства          | Екстериторијалне организације и тела | Непознато            | Непознато                     |
| Мушки  | 5                         | 0                             | 0                                    | 8                    | 8                             |
| Женски | 2                         | 0                             | 0                                    | 1                    | 1                             |
| УКУПНО | 7                         | 0                             | 0                                    | 9                    | 9                             |